# Opaka
Opaka (búlgaro: Опака) é uma cidade da Bulgária, localizada no distrito de Targovishte. A sua população era de 2,873 habitantes segundo o censo de 2010.

## População
| Opaka | Opaka | Opaka | Opaka | Opaka | Opaka | Opaka | Opaka | Opaka | Opaka | Opaka | Opaka | Opaka | Opaka | Opaka | Opaka | Opaka | Opaka | Opaka | Opaka |
| --- | ----- | ----- | ----- | ----- | ----- | ----- | ----- | ----- | ----- | ----- | ----- | ----- | ----- | ----- | ----- | ----- | ----- | ----- | ----- |
| Ano | 1887  | 1910  | 1934  | 1946  | 1956  | 1965  | 1975  | 1985  | 1992  | 2001  | 2002  | 2003  | 2004  | 2005  | 2006  | 2007  | 2008  | 2009  | 2010  |
| População |       |       |       | …     | …     | …     | …     | 3,893 | 3,614 | 3,181 | 3,163 | 3,146 | 3,103 | 3,093 | 3,037 | 3,004 | 2,956 | 2,913 | 2,873 |
| Fontes: Instituto Nacional de Estatísticas, „citypopulation.de“, „pop-stat.mashke.org“, Bulgarian Academy of Sciences |       |       |       |       |       |       |       |       |       |       |       |       |       |       |       |       |       |       |       |